# 1917년 퓰리처상
퓰리처상은 1917년에 처음으로 만들어졌다. 처음에는 4가지의 시상 부문만이 존재하였으며, 다른 부문들은 이후 시간이 지나며 조지프 퓰리처의 요청으로 단계적으로 신설되었다. 수상자는 컬럼비아 대학교의 이사에 의해 결정되었다. 첫 퓰리처상 수상자인 프랑스 대사 장 쥘 쥐스랑은 미국 역사에 관한 책을 썼으며, 2000달러를 받았다. 보도 부문의 수상자인 허버트는 1000달러를 받았다.

## 저널리즘 부문
- 사설 부문
  - 뉴욕 트리뷴의 RMS 루시타니아호 침몰 1년 후에 관한 글 "The Lusitania Anniversary"로, 수상 당시 작가의 이름은 기재되지 않았으나, 프랭크 H. 사이먼즈가 이 글을 썼다.[2]
- 보도 부문
  - 허버트 바야드 스워프, 뉴욕 월드, 1916년 10월 10일, 10월 15일과 11월 4일부터 11월 22일까지 "Inside the German Empire"라는 제목의 기사.

## 문학 부문
- 전기 또는 자서전 부문
  - 로라 E. 리처즈, 모드 호 엘리엇의 프로런스 호 홀과 관련된 책 "Julia Ward Howe"
- 역사 부문
  - 장 쥘 쥐스랑의 "With Americans of Past and Present Days"